# Higinio Uriarte
 José Higinio Uriarte del Barrio  (ur. 1843 w Asunción, zm. 1909) – paragwajski polityk, prezydent Paragwaju od 12 kwietnia 1877 do 25 listopada 1878  oraz wiceprezydent od 25 listopada 1874 do 12 kwietnia 1877.